# スメルジャコフ対織田信長家臣団
『スメルジャコフ対織田信長家臣団』（スメルジャコフたいおだのぶながかしんだん）は、「村上朝日堂ホームページ」のCD-ROM版の2作目。

## 概要
2001年4月1日、朝日新聞社より刊行された。村上春樹が主に文を書き、安西水丸が絵を担当した。CD-ROMは正確には書籍の付録。
村上は1997年11月11日以降「村上朝日堂ホームページ」の更新を休止していたが、1998年2月に再開した。同年の2月14日から1999年11月18日までに受信した読者からのメールとそれに対する返事をまとめたものが、本CD-ROMの「読者&村上春樹フォーラム」というページに収録されている。
また、『ASAHIパソコン』（1999年7月1日号～2000年1月1日号、1月15日号）にホームページの一部が掲載された。
タイトルは、ドストエフスキーの小説『カラマーゾフの兄弟』の登場人物であるスメルジャコフと、1999年7月5日に受信した読者からのメール内容に由来している。

## 主な内容
- 読者&村上春樹フォーラム107～469 （1998年2月27日～1999年11月18日）
- 村上ラヂオ23～45 （1998年6月3日～1999年11月19日）
- 『辺境・近境』フォーラム （1998年4月25日～1999年2月23日）
- 『スプートニクの恋人』フォーラム1～13 （1999年4月22日～同年6月10日）
- 「ボクサー」の歌詞問題特集 （1999年2月15日～同年2月24日）[3]
- 村上さんに電子メールで直撃インタビュー
- 村上作品一覧・国内編
- 村上作品一覧・海外編
- 安西水丸コーナー
  - 安西水丸美術館
  - 南青山パソコン絵日記 （『ASAHIパソコン』1999年1月1日・1月15日合併号～6月15日号掲載。「けいこせんせいの通信」を含む）
  - 今週&今月&最近の水丸
  - 安西水丸出版作品一覧
- ホームページ案内 （丁稚のイガラシこと五十嵐文生によるもの）
- 特別付録・「人妻・愛人スポーツクラブ」対談 （村上と安西の会話を録音したもの。8分45秒）